# Vranovići (Zenica, BiH)
Vranovići su naseljeno mjesto u sastavu općine Zenice, Federacija Bosne i Hercegovine, BiH. Nalaze se istočno od Babine rijeke.

## Stanovništvo
Prema popisu 1991. ovdje su živjeli:
- Muslimani - 147 (100,00%)